# Hongqi H9
Hongqi H9 — выпускающийся с 2020 года представительский седан класса люкс марки Hongqi китайской компании FAW.
Флагман на вершине «стандартной гаммы» моделей марки, не входящих в отдельную гамму «топовых» моделей под названием Golden Sunflower из «церемониального» седана Hongqi L5, внедорожника Hongqi LS7 и ожидаемого седана Hongqi L1, но до появления L1 фактически его пока заменяет.

## История
Модель была представлена в апреле 2020 года, вышла на рынок в августе 2020 года. Цена модели от 309 800 до 539 800 юаней.
Фактически является флагманом компании, исторически под маркой Hongqi («Красное знамя») концерн Первый пекинский автозавод выпускал автомобили для госструктур и компартии КНР, модель сменила седан Hongqi H7 продолжающую выпускаться, хотя формально в продаже есть ещё и Hongqi L5, но эта модель длиной 5,5 метра и с ценой в полмиллиона евро является эксклюзивом и только для высших должностных лиц КНР.
Дизайн модели разработан под руководством бывшего дизайнера компании Rolls-Royce Джайлса Тейлора, который в 2018 году перешёл в концерн FAW, однако, работа велась с 2017 года, и основная дизайнерская работа выполнена штатным дизайнером компании Динем Янфенем.
Несмотря на внешность в стиле Rolls-Royce и Aurus, по своим габаритам модель ближе к Mercedes-Benz S-Class: длина составляет 5137 мм при колёсной базе 3060 мм, для сравнения, длина седана Aurus Senat составляет 5630 мм, а колёсная база 3300 мм.
Модель создана на платформе с продольным расположением двигателя, подвеска — пневматическая. Заявляется, что это платформа собственной разработки концерна FAW , однако, журнал «Auto Bild» предположил, что технически модель основана на удлиненной версии Audi A6 C7, которая собиралась в Китае совместной компанией FAW-Volkswagen с 2012 по 2018 год.
Двигатели — на выбор бензиновая «турбочетверка» 2.0 мощностью 245 л. с., или бензиновый компрессорный V6 3.0 мощностью 283 л. с. Оба мотора работают в паре 7-ступенчатой роботизированной коробкой передач с двумя сцеплениями. Привод — задний.
В 2021 году была представлена удлиненная версия H9+, с глухой вставкой между передними и задними дверями, с увеличенной на 20 см колёсной базой и соответственно длиной 5337 мм, оснащающаяся двигателем V6 3.0 (283 л. с.), с полным приводом и пневмоподвеской.
Весной 2024 года на Пекинском автосалоне был представлен рестайлинг модели: изменённый дизайн внутренней архитектуры головной оптики, решётка радиатора визуально стала менее тяжёлой за счёт нового узора, на крыльях появилась декоративная вставка в виде красного флага, задняя часть получила изменённый бампер и новый дизайн патрубков выхлопной системы, габариты не изменились, к гамме моторов добавился новый двигатель V6 объёмом 2,5 литра мощностью 303 л. с. В Китае рестайлинг предлагается по ценам от 330 тысяч до 540 тысяч юаней.

## Галерея

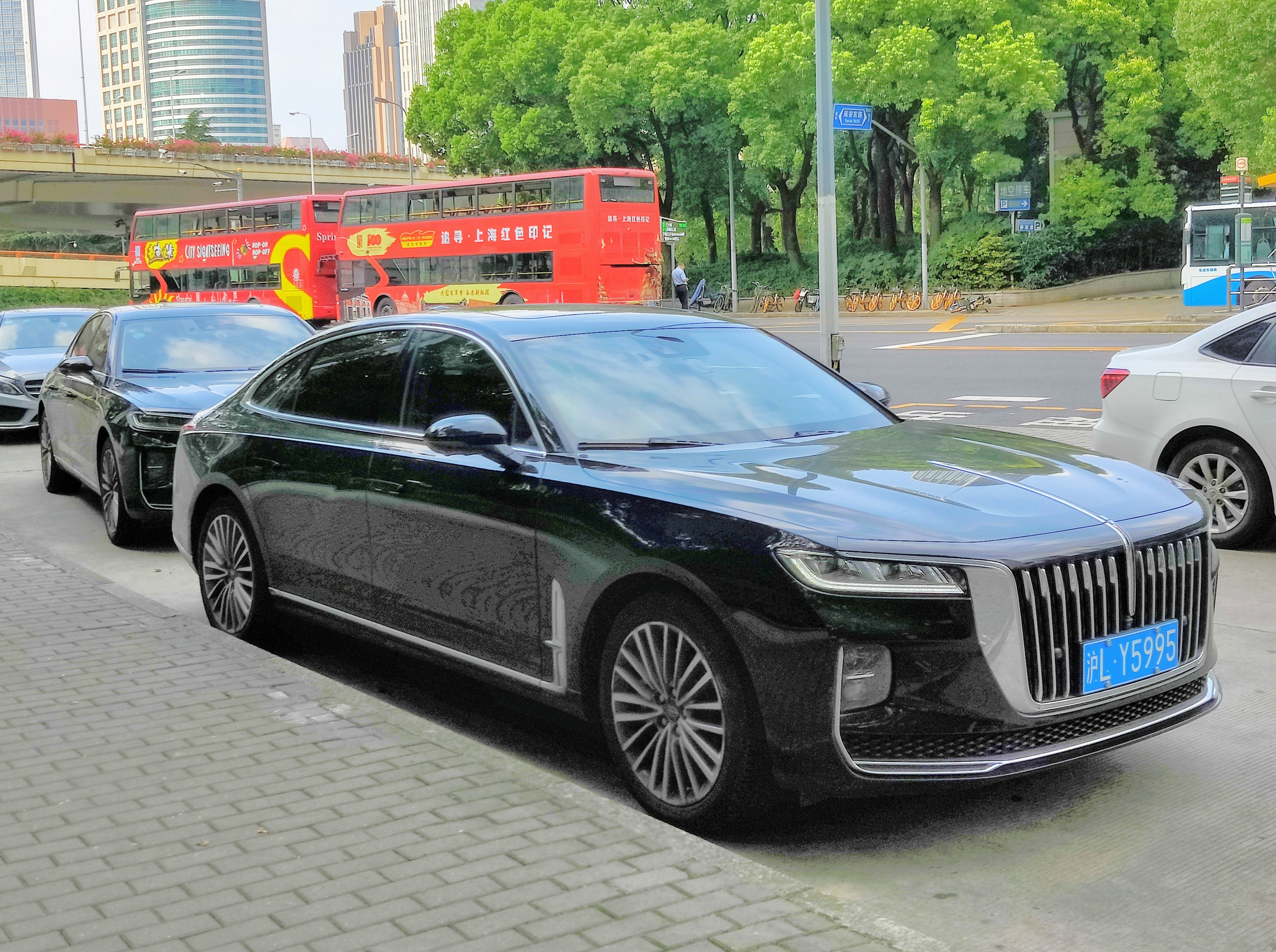
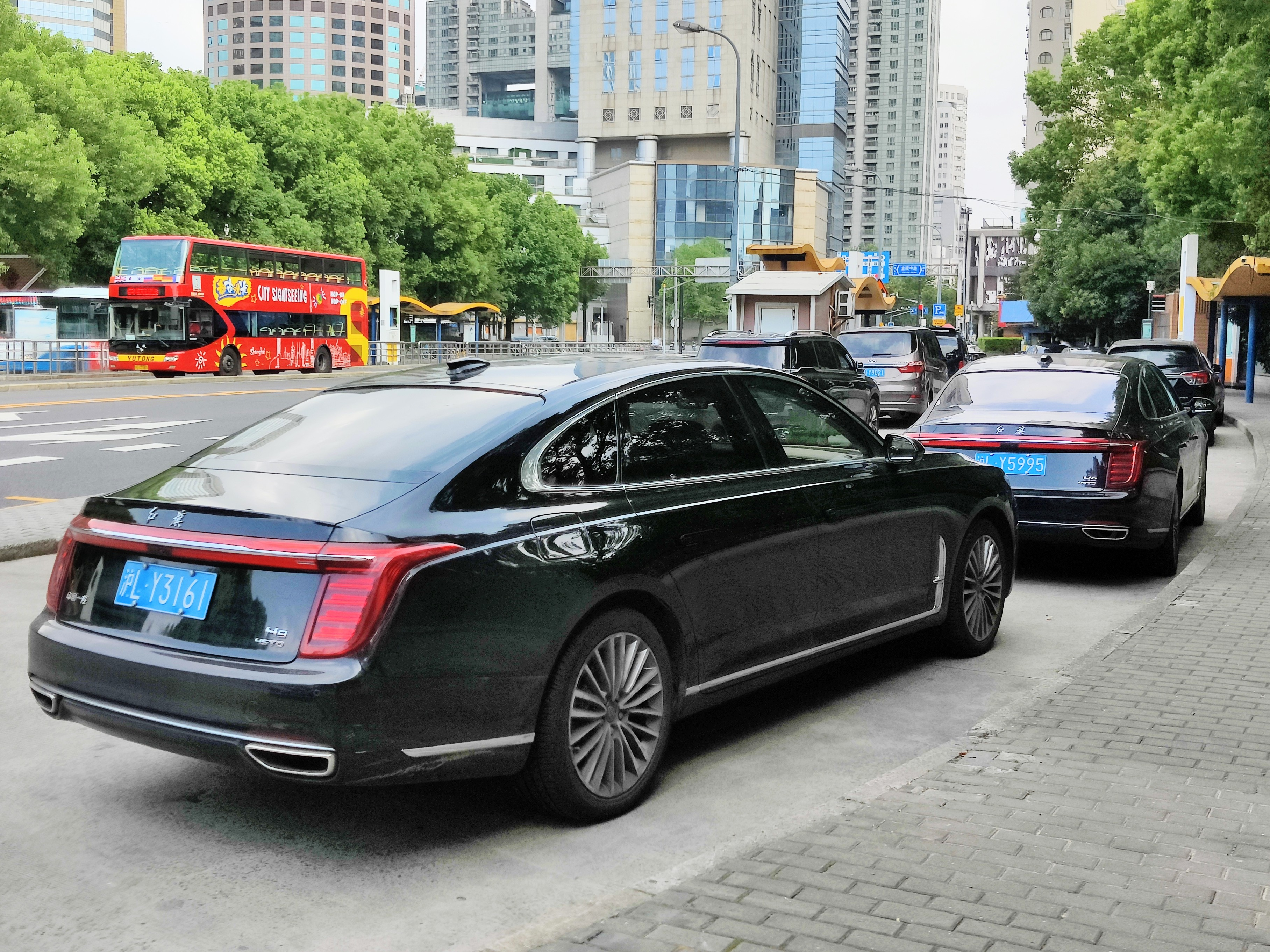

| Год  | Объём продаж |
| ---- | ------------ |
| 2020 | 13 539       |
| 2021 | 40 343       |
| 2022 | 20 194       |
| 2023 | 15 497       |

## В России
Модель была сертифицирована в России в декабре 2022 года, компания объявляла о планах начать продажи в 2023 году.
В мае 2023 года Hongqi H9 нашёл первого частного покупателя в России, к весне 2024 года как минимум два автомобиля приобрело Министерство обороны России.
В России Hongqi H9 доступен только с мотором 2,0 литра мощностью 245 л. с., цена начинается от 7 790 000 рублей (по состоянию на весну 2024 года).

## Тест-драйвы
- Евгений Багдасаров — Особый краснознаменный: чем интересен премиум-седан из Китая. Тест-драйв седана Hongqi H9 // Известия, 4 февраля 2024